# Grand Prix automobile de Nouvelle-Angleterre 2018
Navigation
Édition précédente Édition suivante
La 28e édition du Grand Prix automobile de Nouvelle-Angleterre 2018 (officiellement appelé le 2018 Northeast Grand Prix) a été une course de voitures de sport organisée sur le Lime Rock Park en Connecticut, aux États-Unis, qui s'est déroulée du 20 juillet 2018 au 21 juillet 2018. Il s'agissait de la huitième manche du championnat United SportsCar Championship 2018 et seuls les catégories GTLM et GTD de voitures du championnat ont participé à la course.

## Circuit
Le Lime Rock Park est un circuit naturel de sports mécaniques situé à Lime Rock dans le Connecticut aux États-Unis.
Lime Rock est unique parmi les circuits américains professionnels car c'est le seul qui ne possède pas de tribunes ou de gradins. De petites collines à l'intérieur et à l'extérieur de la piste permettent aux spectateurs une bonne visibilité de la piste. Il y règne une atmosphère de pique-nique grâce à l'environnement alentour semblable à un parc. En 2009, le circuit a été inscrit au Registre national des lieux historiques.
Lime Rock Park est un circuit rapide et fluide avec une seule vraie zone de freinage, située dans le virage 1, appelée Big Bend. Le rythme, le dynamisme et la connaissance du circuit sont les clés pour réaliser un tour rapide.

## Engagés
La liste officielle des engagés était composée de 18 voitures, dont 8 en Grand Touring Le Mans et 10 en Grand Touring Daytona.

## Qualifications
| Pos. | Classe | N°  | Équipe                                 | Pilote              | Temps    | Tours |
| ---- | ------ | --- | -------------------------------------- | ------------------- | -------- | ----- |
| 1    | GTLM   | 3   | Corvette Racing                        | Antonio García      | 49 s 754 | 5     |
| 2    | GTLM   | 912 | Porsche GT Team                        | Laurens Vanthoor    | 49 s 920 | 6     |
| 3    | GTLM   | 66  | Ford Chip Ganassi Racing               | Dirk Müller         | 49 s 945 | 3     |
| 4    | GTLM   | 4   | Corvette Racing                        | Tommy Milner        | 50 s 048 | 7     |
| 5    | GTLM   | 67  | Ford Chip Ganassi Racing               | Richard Westbrook   | 50 s 106 | 10    |
| 6    | GTLM   | 24  | BMW Team RLL                           | John Edwards        | 50 s 285 | 4     |
| 7    | GTLM   | 25  | BMW Team RLL                           | Connor De Phillippi | 50 s 385 | 8     |
| 8    | GTLM   | 911 | Porsche GT Team                        | Patrick Pilet       | 50 s 656 | 7     |
| 9    | GTD    | 58  | Wright Motorsports                     | Patrick Long        | 51 s 491 | 5     |
| 10   | GTD    | 14  | 3GT Racing                             | Dominik Baumann     | 51 s 628 | 4     |
| 11   | GTD    | 15  | 3GT Racing                             | Jack Hawksworth     | 51 s 705 | 4     |
| 12   | GTD    | 48  | Paul Miller Racing                     | Bryan Sellers       | 51 s 838 | 9     |
| 13   | GTD    | 63  | Scuderia Corsa                         | Cooper MacNeil      | 51 s 848 | 5     |
| 14   | GTD    | 96  | Turner Motorsport                      | Bill Auberlen       | 51 s 884 | 7     |
| 15   | GTD    | 93  | Meyer Shank Racing avec Curb Agajanian | Lawson Aschenbach   | 51 s 989 | 6     |
| 16   | GTD    | 33  | Mercedes-AMG Team Riley Motorsports    | Ben Keating         | 51 s 989 | 6     |
| 17   | GTD    | 86  | Meyer Shank Racing avec Curb Agajanian | Katherine Legge     | 52 s 137 | 4     |
| 18   | GTD    | 44  | Magnus Racing                          | John Potter         | 52 s 680 | 6     |

## Course

### Classement de la course
- Les vainqueurs de chaque catégorie sont signalés par un fond jauni.
- Pour la colonne Pneus, il faut passer le curseur au-dessus du modèle pour connaître le manufacturier de pneumatiques.

| Pos | Classe | no  | Écurie                                 | Pilotes                                  | Châssis                       | Pneus | Tours | Temps               |
| Pos | Classe | no  | Écurie                                 | Pilotes                                  | Moteur                        | Pneus | Tours | Temps               |
| --- | ------ | --- | -------------------------------------- | ---------------------------------------- | ----------------------------- | ----- | ----- | ------------------- |
| 1   | GTLM   | 66  | Ford Chip Ganassi Racing               | Joey Hand Dirk Müller                    | Ford GT                       | M     | 178   | 2 h 40 min 12 s 527 |
| 1   | GTLM   | 66  | Ford Chip Ganassi Racing               | Joey Hand Dirk Müller                    | Ford EcoBoost 3.5 L V6 Turbo  | M     | 178   | 2 h 40 min 12 s 527 |
| 2   | GTLM   | 3   | Corvette Racing                        | Antonio García Jan Magnussen             | Chevrolet Corvette C7.R       | M     | 178   | + 11 s 431          |
| 2   | GTLM   | 3   | Corvette Racing                        | Antonio García Jan Magnussen             | Chevrolet LT 5,5 l V8 Atmo    | M     | 178   | + 11 s 431          |
| 3   | GTLM   | 912 | Porsche GT Team                        | Earl Bamber Laurens Vanthoor             | Porsche 911 RSR               | M     | 178   | + 13 s 601          |
| 3   | GTLM   | 912 | Porsche GT Team                        | Earl Bamber Laurens Vanthoor             | Porsche 4,0 l Flat-6 Atmo     | M     | 178   | + 13 s 601          |
| 4   | GTLM   | 4   | Corvette Racing                        | Oliver Gavin Tommy Milner                | Chevrolet Corvette C7.R       | M     | 178   | + 37 s 964          |
| 4   | GTLM   | 4   | Corvette Racing                        | Oliver Gavin Tommy Milner                | Chevrolet LT 5,5 l V8 Atmo    | M     | 178   | + 37 s 964          |
| 5   | GTLM   | 911 | Porsche GT Team                        | Patrick Pilet Nick Tandy                 | Porsche 911 RSR               | M     | 178   | + 40 s 949          |
| 5   | GTLM   | 911 | Porsche GT Team                        | Patrick Pilet Nick Tandy                 | Porsche 4,0 l Flat-6 Atmo     | M     | 178   | + 40 s 949          |
| 6   | GTLM   | 67  | Ford Chip Ganassi Racing               | Ryan Briscoe Richard Westbrook           | Ford GT                       | M     | 178   | + 45 s 063          |
| 6   | GTLM   | 67  | Ford Chip Ganassi Racing               | Ryan Briscoe Richard Westbrook           | Ford EcoBoost 3.5 L V6 Turbo  | M     | 178   | + 45 s 063          |
| 7   | GTLM   | 25  | BMW Team RLL                           | Connor De Phillippi Alexander Sims       | BMW M8 GTE                    | M     | 176   | + 2 tours           |
| 7   | GTLM   | 25  | BMW Team RLL                           | Connor De Phillippi Alexander Sims       | BMW S63 4.0 L V8 Bi-Turbo     | M     | 176   | + 2 tours           |
| 8   | GTD    | 48  | Paul Miller Racing                     | Bryan Sellers Madison Snow               | Lamborghini Huracán GT3       | C     | 172   | + 6 tours           |
| 8   | GTD    | 48  | Paul Miller Racing                     | Bryan Sellers Madison Snow               | Lamborghini 5.2 L V10         | C     | 172   | + 6 tours           |
| 9   | GTD    | 44  | Magnus Racing                          | Andy Lally John Potter                   | Audi R8 LMS                   | C     | 172   | + 6 tours           |
| 9   | GTD    | 44  | Magnus Racing                          | Andy Lally John Potter                   | Audi 5.2 L V10                | C     | 172   | + 6 tours           |
| 10  | GTD    | 63  | Scuderia Corsa                         | Cooper MacNeil Gunnar Jeannette          | Ferrari 488 GT3               | C     | 172   | + 6 tours           |
| 10  | GTD    | 63  | Scuderia Corsa                         | Cooper MacNeil Gunnar Jeannette          | Ferrari F154CB 3.9 L V8 Turbo | C     | 172   | + 6 tours           |
| 11  | GTD    | 86  | Meyer Shank Racing avec Curb Agajanian | Katherine Legge Álvaro Parente           | Acura NSX GT3                 | C     | 172   | + 6 tours           |
| 11  | GTD    | 86  | Meyer Shank Racing avec Curb Agajanian | Katherine Legge Álvaro Parente           | Acura 3.5 L V6 Turbo          | C     | 172   | + 6 tours           |
| 12  | GTD    | 15  | 3GT Racing                             | Jack Hawksworth David Heinemeier Hansson | Lexus RC F GT3                | C     | 172   | + 6 tours           |
| 12  | GTD    | 15  | 3GT Racing                             | Jack Hawksworth David Heinemeier Hansson | Lexus 5.0 L V8                | C     | 172   | + 6 tours           |
| 13  | GTD    | 33  | Mercedes-AMG Team Riley Motorsports    | Jeroen Bleekemolen Ben Keating           | Mercedes-AMG GT3              | C     | 171   | + 7 tours           |
| 13  | GTD    | 33  | Mercedes-AMG Team Riley Motorsports    | Jeroen Bleekemolen Ben Keating           | Mercedes-AMG M159 6.2 L V8    | C     | 171   | + 7 tours           |
| 14  | GTD    | 14  | 3GT Racing                             | Dominik Baumann Kyle Marcelli            | Lexus RC F GT3                | C     | 171   | + 7 tours           |
| 14  | GTD    | 14  | 3GT Racing                             | Dominik Baumann Kyle Marcelli            | Lexus 5.0 L V8                | C     | 171   | + 7 tours           |
| 15  | GTD    | 58  | Wright Motorsports                     | Patrick Long Christina Nielsen           | Porsche 911 GT3 R             | C     | 171   | + 7 tours           |
| 15  | GTD    | 58  | Wright Motorsports                     | Patrick Long Christina Nielsen           | Porsche 4.0 L Flat-6          | C     | 171   | + 7 tours           |
| 16  | GTLM   | 24  | BMW Team RLL                           | John Edwards Jesse Krohn                 | BMW M8 GTE                    | M     | 129   | + 49 tours          |
| 16  | GTLM   | 24  | BMW Team RLL                           | John Edwards Jesse Krohn                 | BMW S63 4.0 L V8 Bi-Turbo     | M     | 129   | + 49 tours          |
| 17  | GTD    | 93  | Meyer Shank Racing avec Curb Agajanian | Lawson Aschenbach Justin Marks           | Acura NSX GT3                 | C     | 1     | Abd                 |
| 17  | GTD    | 93  | Meyer Shank Racing avec Curb Agajanian | Lawson Aschenbach Justin Marks           | Acura 3.5 L V6 Turbo          | C     | 1     | Abd                 |
| 18  | GTD    | 96  | Turner Motorsport                      | Robby Foley Bill Auberlen                | BMW M6 GT3                    | C     |       | Np                  |
| 18  | GTD    | 96  | Turner Motorsport                      | Robby Foley Bill Auberlen                | BMW 4.4 L V8 Turbo            | C     |       | Np                  |

## Pole position et record du tour
- Pole position :  Antonio García (#3 Corvette Racing) en 49 s 754
- Meilleur tour en course :  Nick Tandy (#911 Porsche GT Team) en 50 s 834 au 133e tour.

## Tours en tête
- #3 Chevrolet Corvette C7.R - Corvette Racing : 140 tours (1-64 / 76-105 / 117-162)[4]
- #912 Porsche 911 RSR - Porsche GT Team : 12 tours (65 / 106-116)
- #4 Chevrolet Corvette C7.R - Corvette Racing : 3 tours (66-68)
- #25 BMW M8 GTE - BMW Team RLL : 7 tours (69-75)
- #66 Ford GT - Ford Chip Ganassi Racing : 16 tours (163-178)

## À noter
- Longueur du circuit : 1,474 miles
- Distance parcourue par les vainqueurs : 262,372 miles